# 阿尼尔·库马尔·阿南德
阿尼尔·库马尔·阿南德（英語：Anil Kumar Anand），印度前外交官，曾任印度駐愛丁堡總領事。

## 經歷
阿尼尔·库马尔·阿南德出生於新德里，並在新德里長大，在德里大學完成理學學士學位後，於1974年3月加入印度外交部。
除了在新德里的外交部總部工作的幾次經歷外，阿南德先生還曾在印度駐喀土穆（蘇丹）、雅典（希臘）、馬累（馬爾地夫）、利雅得（沙烏地阿拉伯）、德班（南非）、溫哥華（加拿大）和蘇瓦（斐濟）的外交使團中擔任過不同職位，在不同的崗位上任職。
自2009年8月12日起，阿尼尔·库马尔·阿南德接任印度駐愛丁堡總領事。2012年卸任。同年被愛丁堡納皮爾大學授予榮譽博士學位。